# رسواین
شهر رسواین (به آلمانی: Roßwein) در ایالت زاکسن در کشور آلمان واقع شده‌است.